# Szyszczyce (powiat kielecki)
Szyszczyce – wieś w Polsce położona w województwie świętokrzyskim, w powiecie kieleckim, w gminie Chmielnik.
| SIMC    | Nazwa    | Rodzaj    |
| ------- | -------- | --------- |
| 0235424 | Psiarnia | część wsi |

W latach 1975–1998 miejscowość należała administracyjnie do województwa kieleckiego.